# 豊田アローズブリッジ
豊田アローズブリッジ（とよたアローズブリッジ）は、愛知県豊田市にある伊勢湾岸自動車道（第二東海自動車道横浜名古屋線）豊田東JCT - 豊田東IC間の矢作川にかかる橋梁。仮称は矢作川橋（やはぎがわばし）。

## 概要
4径間連続PC・鋼複合斜張橋であり、波形鋼板ウェブ橋。橋長820 m、最大支間長235 m（×2）、最大地上高125.8 m、総幅員43.8 m。2001年（平成13年）8月着工、愛知万博開幕直前の2005年（平成17年）3月竣工・供用開始、2004年度（平成16年度）土木学会田中賞（作品部門）を受賞している。名称は一般公募による。上下8車線分の幅員を確保していたが、2016年（平成28年）2月13日の豊田東JCT以東の新東名高速道路開通までは、中央の4車線を除く暫定4車線で伊勢湾岸自動車道の一部として供用されていた。その後、新東名高速道路の開通に伴い8車線化された。

### 橋梁データ
- 工事名：第二東海自動車道 矢作川橋
- 路線名：高速自動車国道 第二東海自動車道
- 道路規格：第二東名 B規格
- 種別：PC・鋼複合道路橋
- 形式：4径間連続斜張橋 波形鋼板ウェブPC箱桁・鋼床版箱桁複合構造
- 活荷重：B活荷重
- 架設工法：
  - 波形鋼板ウェブPC箱桁部：カンチレバー工法（ただし柱頭部は支保工架設工法）
  - 鋼床版箱桁部：クレーン架設工法
- 橋長：820 m
  - PC箱桁部：343.35 m × 2
  - 鋼床版箱桁部：133.45 m
- 支間長：173.4、235 × 2、173.45 m
- 幅員：
  - 全幅員：43.8 - 47.1675 m（8車線一面吊り）
  - 有効幅員：40.0 - 43.3675 m
- 横断勾配：2.5 - 3.55 %
- 事業者：日本道路公団（現：中日本高速道路）
- 施工者
  - 西工事（P1 - 鋼床版箱桁部）：鹿島建設・三井住友建設・横河ブリッジJV
  - 東工事（上記以外P5側）：オリエンタル建設・大成建設・川田工業JV

## ギャラリー

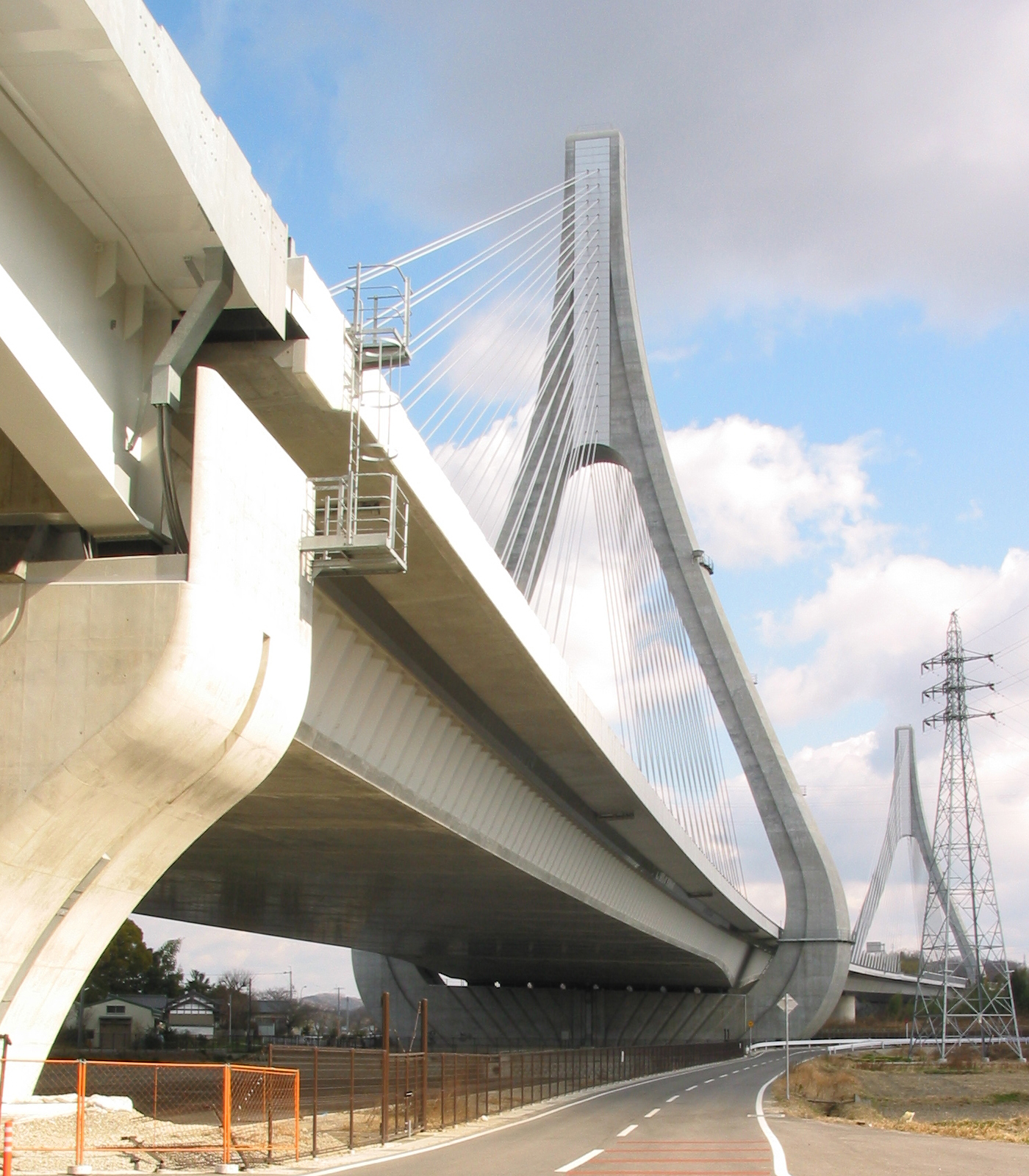
西の橋脚（P1）南側より撮影
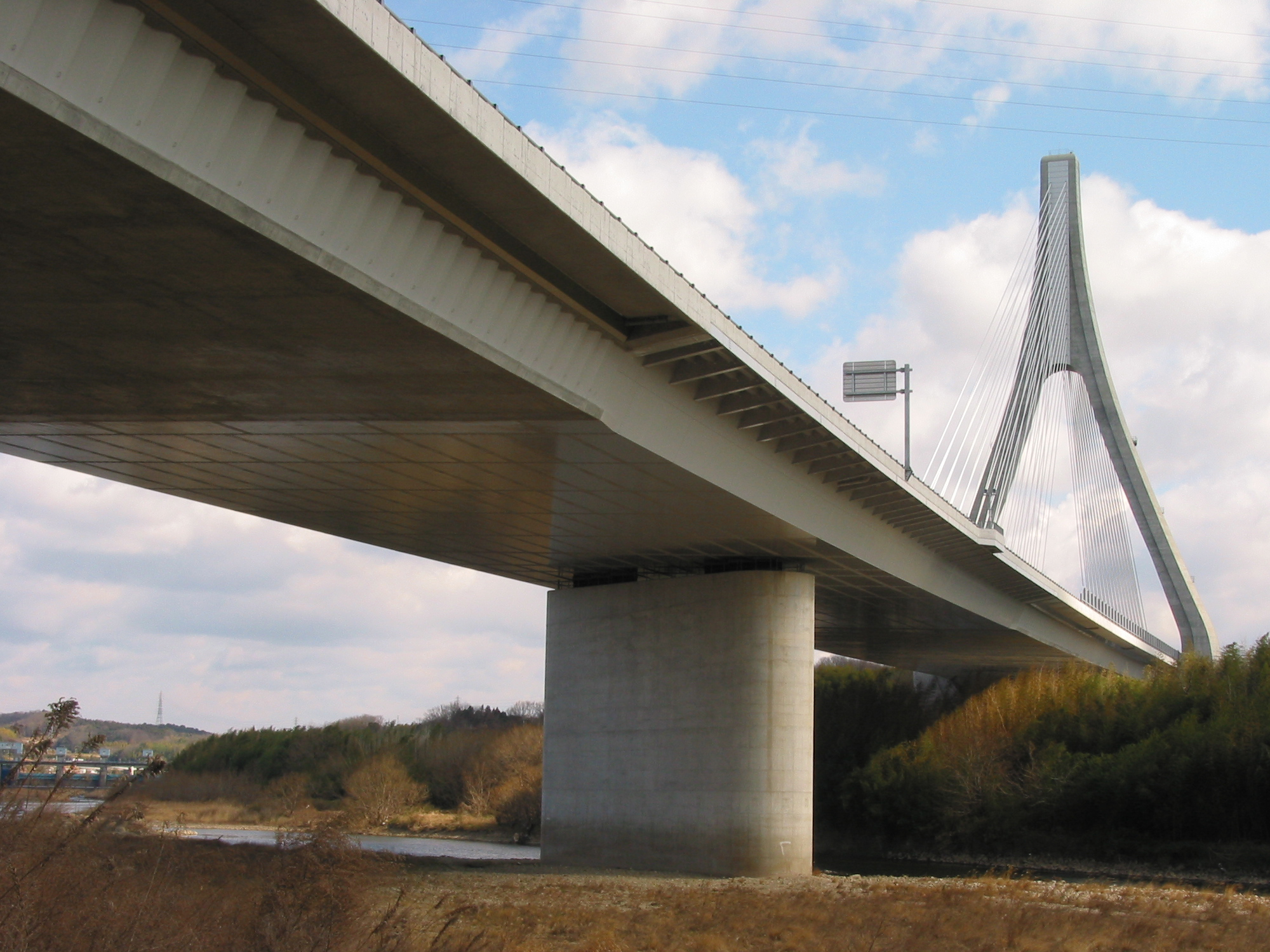
中央橋脚（P3）付近は鋼床版箱桁（L = 133.45 m）
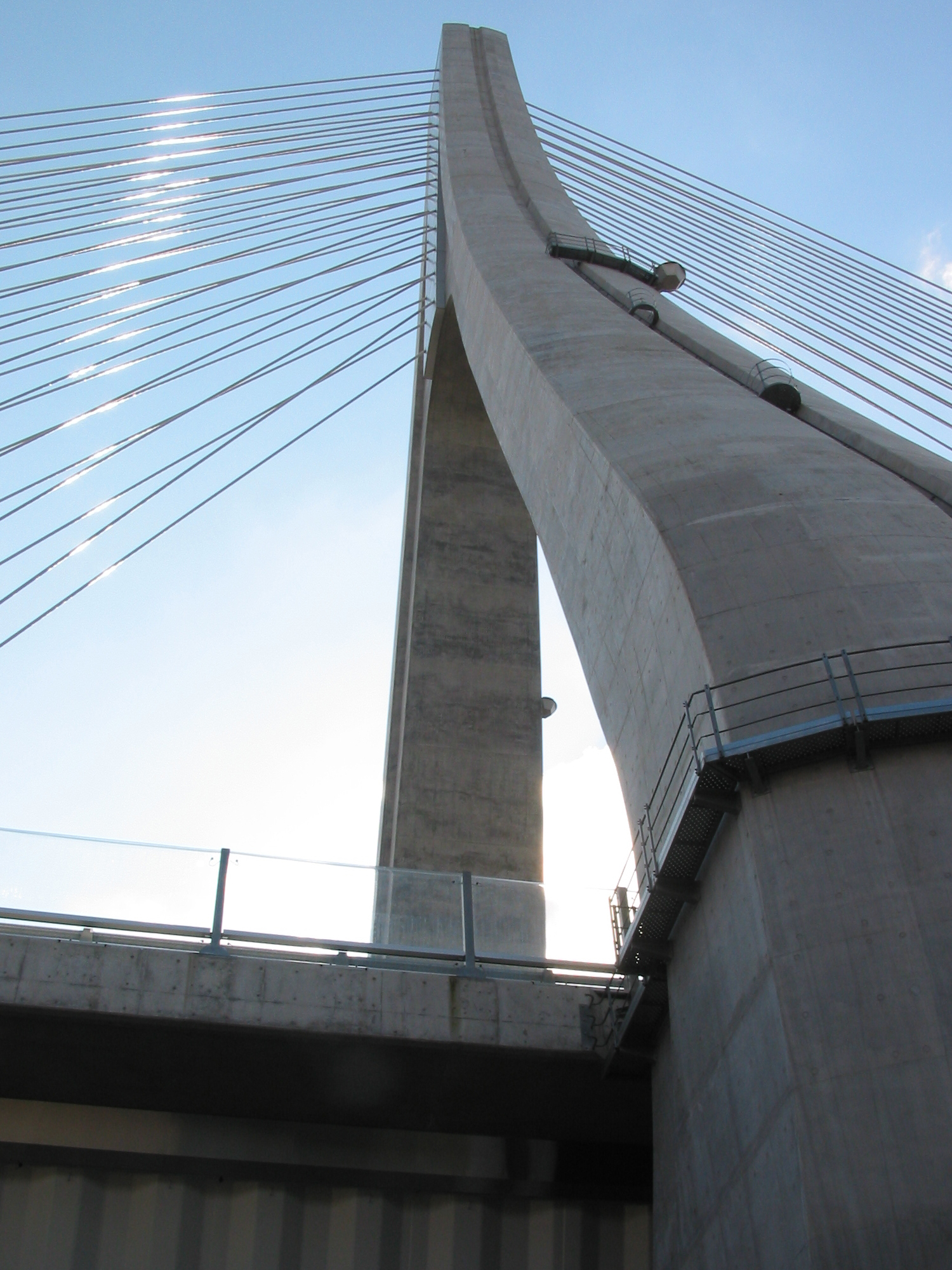
西の主塔（P2）北側より撮影
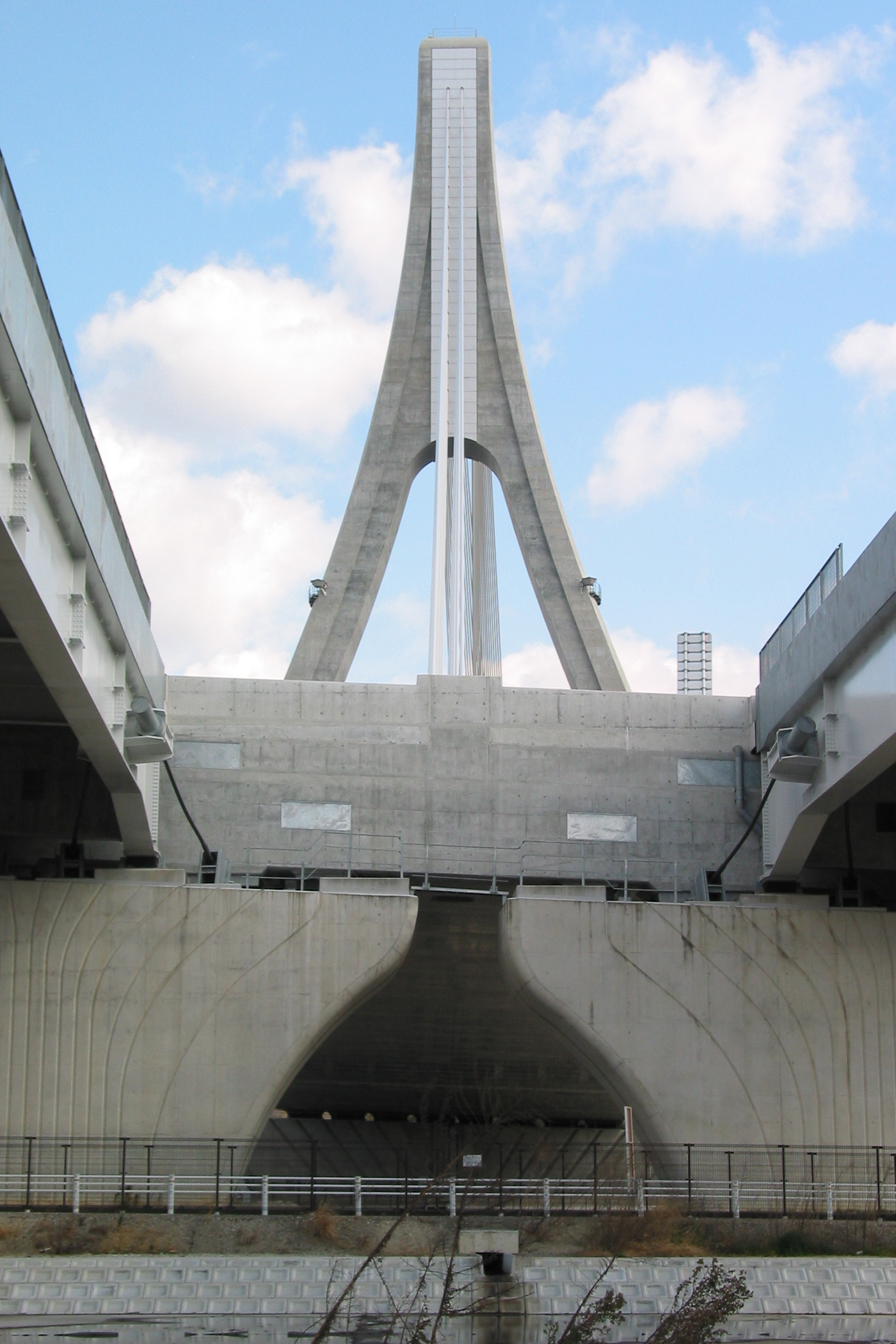
豊田東IC側高架下より撮影 下り線（画像右）側が低い勾配
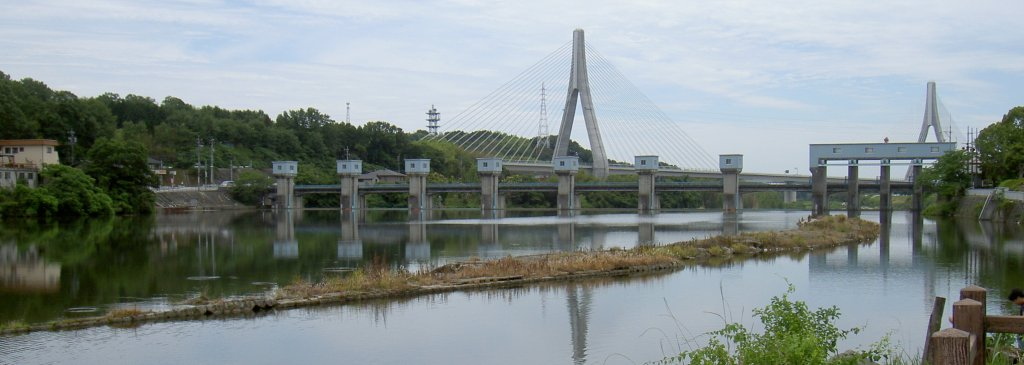
上流側にある明治用水の頭首工
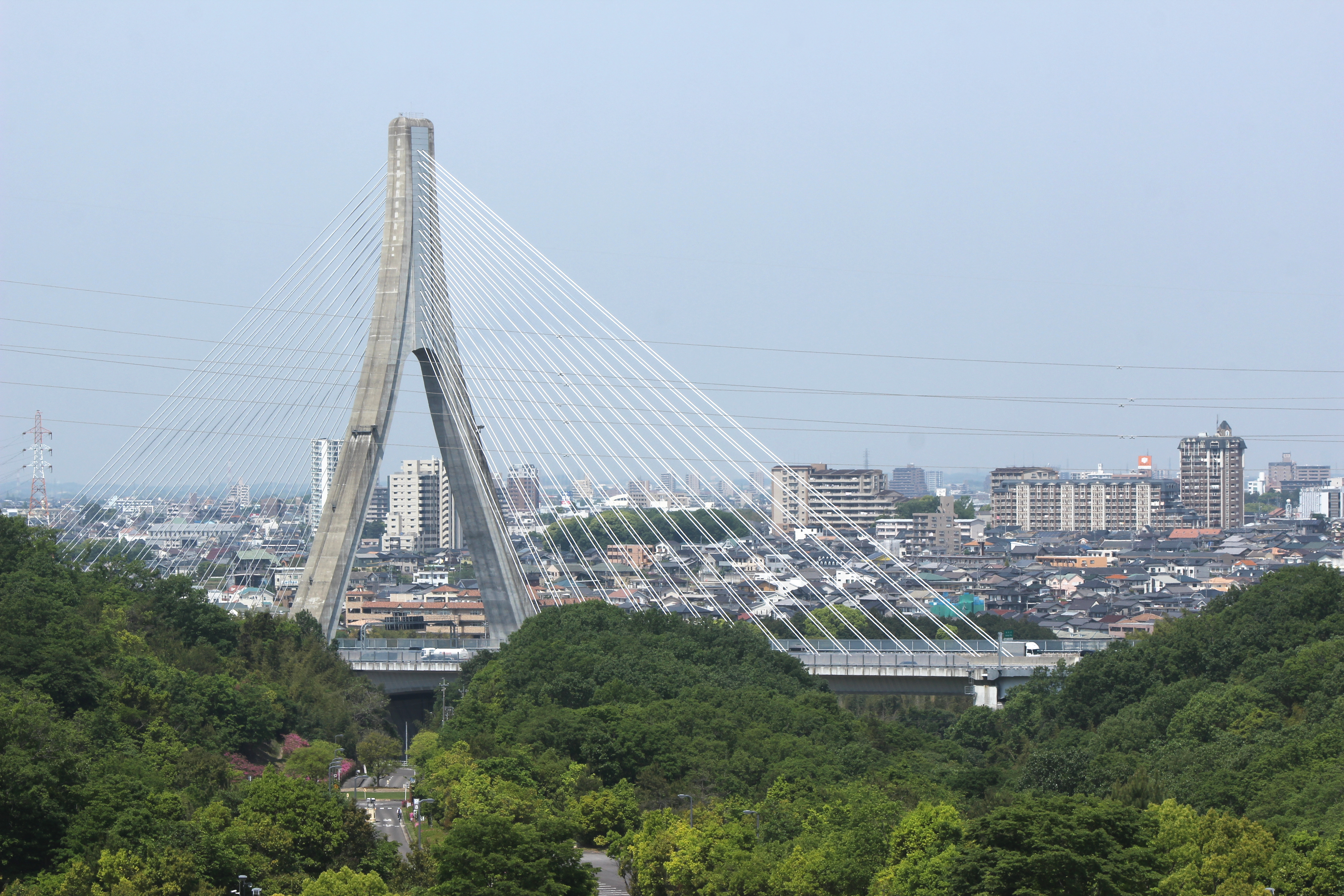
アローズブリッジと豊田市街